# Zschaagwitz
Zschaagwitz ist ein Ortsteil der Gemeinde Seelitz im sächsischen Landkreis Mittelsachsen. Er wurde mit seinem Ortsteil Neuzschaagwitz am 1. Juli 1950 nach Spernsdorf eingemeindet, mit dem er am 1. April 1993 zur Gemeinde Seelitz kam.

## Geographie

### Geographische Lage
Zschaagwitz befindet sich im Nordosten der Großgemeinde Seelitz auf halbem Weg zwischen den Städten Rochlitz und Geringswalde. Der Ort liegt am oberen Südhang einer Hügelkette im Mittelsächsischen Lösshügelland. Abgesehen vom Dorfkern befinden sich große Teile des bewohnten Gebietes direkt an der B175. Die in der Ortsflur liegende Siedlung Neuzschaagwitz befindet sich ebenfalls an der B 175 in nordöstlicher Richtung.
Das Dorf selbst ist ein Sackgassendorf mit Verbindungsstraße nach Neuwerder. Als Besonderheit ist die erhaltene und teilweise fortgeführte, traditionelle Obstbaum-Umrandung zu nennen. In Vergangenheit und Gegenwart durch Obstbau und Landwirtschaft geprägt, fügt sich Zschaagwitz in die Region ein.
Im Südwesten bildet der Rochlitzer Berg einen markanten Geländepunkt. Bei guter Sicht ist in südlicher Richtung Chemnitz mit dem Schornstein des Heizkraftwerkes Chemnitz-Nord zu sehen, in nördlicher Richtung die Leipziger Region mit den markanten Kondensationswolken des Kraftwerkes Lippendorf.

### Verkehr
Zschaagwitz und Neuzschaagwitz befinden sich direkt an der B175. Nach Nordosten ist in einer halben Stunde Autofahrt die A14 zu erreichen. Durch diverse Ortsumfahrungen hat sich die Anbindung in den letzten Jahrzehnten deutlich verbessert. Mit dem Bau der A72 zwischen Chemnitz und Leipzig verringerten sich die Fahrtzeiten erneut massiv. Über die Anschlussstellen Rochlitz und Geithain ist sowohl in Richtung Chemnitz, als auch in Richtung Leipzig eine verbesserte Anbindung gewährleistet.

### Nachbarorte
| Arnsdorf   | Zettlitz                                    | Hermsdorf  |
| Spernsdorf | Kompassrose, die auf Nachbargemeinden zeigt | Aitzendorf |
|            | Sachsendorf                                 |            |

## Geschichte

### Ortsname
Der Name ist altsorbischen Ursprungs und geht auf den Personennamen Čach zurück, Zschaagwitz ist also die Siedlung eines Čach.

### Ortsgeschichte
Zschaagwitz wurde 1325 als Schakewicz erstmals urkundlich erwähnt. Slawische Ursprünge lassen sich sowohl anhand des Ortsnamens, als auch durch mehrfache Lesefunde (Basalthammer, Töpferwaren) belegen, die jedoch auch früherer Besiedelung, beispielsweise der Bandkeramischen Kultur, zugeordnet werden könnten. Zudem befinden sich in näherer Umgebung alte Burgstellen slawischen Ursprungs.
Die Grundherrschaft über den Ort übte um 1551 und 1694 das Rittergut Döhlen-Neutaubenheim aus. Um 1696 unterstand Zschaagwitz dem Rittergut Kolkau und um 1764 dem Rittergut Großmilkau. Zschaagwitz gehörte bis 1856 zum kursächsischen bzw. königlich-sächsischen Amt Rochlitz. Kirchlich ist der Ort seit jeher nach Zettlitz gepfarrt. Bei den im 19. Jahrhundert im Königreich Sachsen durchgeführten Verwaltungsreformen wurden die Ämter aufgelöst. Dadurch kamen Zschaagwitz und das in seiner Flur liegende Neuzschaagwitz im Jahr 1856 unter die Verwaltung des Gerichtsamts Rochlitz und 1875 an die neu gegründete Amtshauptmannschaft Rochlitz. Lange Zeit war Zschaagwitz ein wichtiger Ort für das Postwesen. Am Ortseingang von Geringswalde kommend, an der heutigen B175 liegend, befand sich eine Zollstelle, etwas dorfeinwärts fand sich der Gasthof Zschaagwitz, nach dem heute die Bushaltestelle benannt ist und von dem zahlreiche Postkarten existieren.
Im Zweiten Weltkrieg war Zschaagwitz im Rahmen der Bombardierung Leipzigs im Jahr 1943 Bombenangriffen ausgesetzt. Am 20. Oktober 1943 wurden sowohl Sprengbomben, als auch Brandbomben über dem Dorf abgeworfen. Die Bauernhöfe der Familie Scheibe und Hentschel sowie das Wohnhaus der Familie Werner wurden völlig vernichtet. Fast alle anderen Gebäude des Dorfes wurden ebenfalls beschädigt. Der Wiederaufbau der zerstörten Gebäude begann 1947 und konnte durch die Hilfe der Dorfbewohner bereits 1951 abgeschlossen werden. Nach dem Krieg nahmen einige Einwohner des Dorfes Flüchtlinge aus anderen Landesteilen auf.
Im Zuge der Gebietsansprüche nach dem Krieg fiel Zschaagwitz unter sowjetische Kontrolle, nachdem kurzzeitig – ab 15. April 1945 – amerikanische Truppen aufmarschiert waren.
Am 1. Juli 1950 wurde Zschaagwitz mit Neuzschaagwitz nach Spernsdorf eingemeindet. Durch die zweite Kreisreform in der DDR im Jahr 1952 wurden Zschaagwitz und Neuzschaagwitz als Ortsteile der Gemeinde Spernsdorf dem Kreis Rochlitz im Bezirk Chemnitz (1953 in Bezirk Karl-Marx-Stadt umbenannt) angegliedert, der 1990 als sächsischer Landkreis Rochlitz fortgeführt wurde und 1994 im neu gebildeten Landkreis Mittweida bzw. 2008 im Landkreis Mittelsachsen aufging. Am 1. April 1993 erfolgte die Eingemeindung von Spernsdorf mit Köttern, Zschaagwitz und Neuzschaagwitz nach Seelitz.

## Kulturdenkmale
Für die Kulturdenkmale des Ortes siehe die Liste der Kulturdenkmale in Zschaagwitz.